# Daniel Bernoulli
Daniel Bernoulli (Groningen, 8. veljače 1700. – Basel, 17. ožujka 1782.), švicarski matematičar, fizičar, botaničar, oceanograf i anatom. Sin Johanna Bernoullija. Izveo osnovnu jednadžbu za gibanje fluida (Bernoullijeva jednadžba). Uveo kinetički model plinova, u kojem se točkaste čestice plina elastično sudaraju međusobno i sa stijenkama. Pokazao je da udarci molekula na površinu mogu objasniti pojavu tlaka te izveo Boyle-Mariotteov zakon (plinski zakoni). Godine 1738. objavio knjigu Hydrodynamica s primjenom zakona Newtonove mehanike (Newtonovi zakoni) na gibanje fluida pa se smatra osnivačem hidrodinamike. Bavio se i matematikom, medicinom i oceanografskim istraživanjima, proračunavao je rad srca, oceanske struje, ponašanje broda na valovima, plimu i oseku, gibanja titrajućih i rotirajućih tijela, a bavio se i matematičkom teorijom vjerojatnosti.

## Bernoullijeva jednadžba
Bernoullijeva jednadžba je osnovni zakon gibanja fluida. Proizlazi iz primjene zakona o očuvanju energije na strujanje fluida. Odatle se dobije da zbroj:
{\displaystyle {\tfrac {1}{2}}\,\cdot \rho \cdot v^{2}\,+\,\rho \cdot g\cdot h\,+\,p\,=\,{\text{konstanta}}\,}
ima istu vrijednost posvuda u fluidu koji struji vodoravno, gdje je p tlak, ρ gustoća i v brzina fluida u nekoj točki, a h visina visina težišta poprečnog presjeka fluida u odnosu na neku vodoravnu ravninu. Prema tome, ondje gdje je brzina tekućine veća, tlak je manji, ondje gdje je brzina tekućine manja, tlak je veći. Na Bernoullijevoj jednadžbi osnivaju se mnoge inženjerske primjene, kao na primjer let zrakoplova: zrak struji uz gornju zakrivljenu plohu krila brže nego ispod krila, pa je tlak na donju plohu krila veći nego na gornju, što ima za posljedicu da na krila djeluje ukupna sila prema gore koja diže zrakoplov.